# 天空の劫火
『天空の劫火』（てんくうのごうか、原題：The Forge of God）は、アメリカの小説家グレッグ・ベアによる1987年のSF小説。地球が不可解かつ圧倒的な攻撃によって破滅の危機に直面する。
1987年のネビュラ賞長編小説部門、1988年のヒューゴー賞とローカス賞にノミネートされた。
邦訳は1988年11月30日に早川書房から上下分割で出版された。翻訳は岡部宏之、カバーイラストは加藤直之、解説は山岸真が担当した。

## あらすじ
天文学者アーサー・ゴードンは友人から木星の衛星エウロパがある日突然消滅したことを告げられる。
アメリカのデスヴァレーでは突如火山が出現、オーストラリアではエアーズロックの複製が出現する。
デスヴァレーの火山は実は異星の惑星破壊機械であり、それに乗ってきたのだという瀕死のエイリアンは「私が持ってきた知らせは悪い。きみたちみんなにとって不幸かもしれない」と英語で語った。惑星破壊機械によって地球は滅びる。避ける方法は存在しないと伝えた。
ニュートロニウムと反ニュートロニウムで構成された弾丸が地球のコアに向けて発射され、対消滅によって地球が破壊されることが明らかとなる。
地球の酸素量が増えていることが判明するが、これは惑星破壊機械が海水を分解し水素を取り出し酸素を排出していたためである。海溝沿いに核爆弾が配備されていたのである。
一方、小さなクモのようなロボットを使い、ある種のマインドコントロールを介して人間のエージェントを集め仕事を与える別の思惑を持った別のエイリアンの派閥が存在した。命令を下された人間たちは生物圏からすべての人間のデータ、生物学的記録、組織サンプル、種子、およびDNAを必死に収集させ、少数の人々を地球から避難させる。
そして地球の破壊が始まる。惑星破壊機械は箱舟を破壊するため核兵器で各都市を消滅させた。海溝の核爆弾による甚大なエネルギーは巨大な津波を巻き起こし大地を飲み込んでいく。ニュートロニウムによる対消滅は地核を破壊し、地層は隆起し、地球を内側から破壊し尽くした。方舟に乗った人類の僅かな生き残りはそれを見ていることしかできなかった。
エピローグでは方舟に乗っていた人間達はコールドスリープされ、テラフォーミングされた火星と金星に辿り着く。消滅したエウロパはテラフォーミングのために使われたのである。
〈法の船〉の乗組員として選ばれた僅かな若者達は、地球を滅ぼした機械「惑星喰い(プラネットイーター)」を建造した文明へ復讐するため旅立つ。そして次回作である『天界の殺戮』へと続く。
物語は科学者、エイリアンの第一発見者、大統領関係者、科学ジャーナリストらそれぞれの視点で群像劇として進む。
天文学者アーサー・ゴードンは友人のハリー・ファインマンと共にアメリカ政府直属の対策チームに加わる。エイリアンの第一発見者である地質学者のエドワードとショショーニの町で暮らしていたステラ達は政府に長時間拘禁された後解放される。英国出身の科学ジャーナリストであるトレヴァー・ヒックスは大統領とエイリアンの接触の可能性に気づき対策チームに勧誘される。。高齢の海洋学者ウォルト・サムショーは酸素濃度の上昇から海溝で何かが起こっていることに気づく。アメリカ合衆国大統領ウィリアム・クロッカーマンはこの脅威に対してなすすべがなかった。
本作はフェルミのパラドックスの少なくとも1つの解決策を示している。電磁気的なノイズを放ってしまうような高度な文明は、建造者に対する潜在的な脅威を破壊するよう設計された自己複製宇宙機の兵器の到着によって消滅させられてしまうのである。同様のテーマがフレッド・セイバーヘーゲンの『バーサーカー』シリーズで検討されている。

## その他
巻頭謝辞が「テレビでひどい目にあわせてくれたアラン・ブレナートに」となっている。
アラン・ブレナートはアメリカの作家・脚本家・テレビプロデューサー。邦訳版解説でも触れれていないため詳細は不明だが、ブレナートが脚本を手掛けたトワイライト・ゾーン (1985年)のエピソード Dead Runはベアの短編『Dead Run』を原作としている。
各部の表題に使われている言葉はレクイエムから取られている。邦訳版では前田昭雄の訳が参考にされている。
SF作家のラリー・ニーヴンをモデルにしたSF作家のローレンス・ヴァンコットという人物が登場する。ローレンス・ヴァンコットはニーヴンの本名。
作中の惑星破壊機械について登場人物達の口からフレッド・セイバーヘーゲンの
バーサーカーの名前が挙げられている。
数理物理学者のフランク・ティプラーをモデルにしたフランク・ドリンクウォーターの名前が言及される。実際のティプラー同様、自己複製宇宙機が地球に到達しないことが地球外知的生命が存在しない証拠だと主張する人物として書かれている。
作中ではアーサーの友人である生化学者ハリーの口からガイア理論を宇宙規模にまで拡張された理論が語られる。

## 映画化
2000年代前半、 ワーナー・ブラザースは『天空の劫火』と『天界の殺戮』とまだ書かれていない3冊目の本を映画化することを決定した。 Stephen Suscoは『天空の劫火』の脚本に取り組んだと報じられた。 2006年7月、グレッグ・ベアは自身のウェブサイトで、この映画は「オプションのままである。スタジオはサイレントランニングに取り組んでいる」と書いた。
2010年10月、ベアはウェブサイトで、脚本家ケン・ノーラン（リドリー・スコットのブラックホーク・ダウンの映画脚本を書いた）が脚本に積極的に取り組んでいるとコメントした。